# Nights of Ballads & Blues
| Recensione | Giudizio |
| ---------- | -------- |
| AllMusic   |          |

Nights of Ballads & Blues è il terzo album del pianista jazz statunitense McCoy Tyner, pubblicato con la Impulse! Records nel luglio del 1963. Vede le collaborazioni di Steve Davis e Lex Humphries.

## Tracce

### LP
Lato A
1. Satin Doll – 5:35 (testo: Johnny Mercer – musica: Duke Ellington, Billy Strayhorn)
2. We'll Be Together Again – 3:35 (testo: Frankie Laine, – musica: Carl T. Fischer)
3. 'Round Midnight – 6:22 (testo: Bernie Hanighen – musica: Thelonious Monk, Cootie Williams)
4. For Heaven's Sake – 3:45 (Donald Meyer, Elise Bretton, Sherman Edwards)

Lato B
1. Star Eyes – 5:00 (testo: Don Raye – musica: Gene DePaul)
2. Blue Monk – 5:17 (Thelonious Monk)
3. Groove Waltz – 5:26 (McCoy Tyner)
4. Days of Wine and Roses – 3:16 (testo: Johnny Mercer – musica: Henry Mancini)

## Formazione
- McCoy Tyner - pianoforte
- Steve Davis - contrabbasso
- Lex Humphries - batteria

Note aggiuntive
- Bob Thiele - produttore
- Registrazioni effettuate il 4 marzo 1963 al Van Gelder Studio di Englewood Cliffs, New Jersey (Stati Uniti)
- Rudy Van Gelder - ingegnere delle registrazioni
- Flynn/Viceroy - design copertina album
- Joe Lebow - design interno copertina album
- Jack Bradley - fotografie copertina frontale e interno album
- George Hoefer - note interne copertina album[4]